# Kamarkhanda
Kamarkhanda è un sottodistretto del Bangladesh situato nel distretto di Sirajganj, divisione di Rajshahi. Si estende su una superficie di 91,61 km² e conta una popolazione di 138.645 abitanti.